# TGN1412
TGN1412, även känt som CD28-SuperMAB®, är arbetsnamnet för ett immunsystemmodulerande läkemedel, ursprungligen utvecklad av TeGenero som en behandling av kronisk lymfatisk leukemi i B-celler samt ledgångsreumatism.

## Kliniska prövningar
Utvecklingen av läkemedlet upphörde efter att de första kliniska prövningarna på människor den 13 mars 2006 resulterade i en systematiskt katastrofartad utveckling i försökspersonernas hälsa. Åtminstone fyra av de frivilliga försökspersonerna drabbades av kollaps i flera organ, trots att doserna de fick var 0,1 milligram per kilogram kroppsvikt, motsvarande 0,2 % av den dos som hade funnits vara säker i djurförsök. Samtliga lades omedelbart in på sjukhus med symptom liknande dem från en kraftig allergisk reaktion.
Fem av dem tillfrisknade inom en månad, och den sjätte skrevs ut från sjukhuset den 26 juni, men det är inte omöjligt att deras immunförsvar är nedsatta under en lång tid framöver. TeGenero har ännu inte officiellt klandrats för något misstag under prövningarna. Försök på människor hade godkänts med hänvisning till tidigare tester på rhesusapor med en 500 gånger så stor dos, utan några allvarliga biverkningar. Viss kritik har framkommit från utomstående, dels att biverkningarna hade kunnat förutspås eller misstänkas, dels att tiden mellan de åtta försökspersonernas respektive dos var kortare än vad som hade godkänts.